# 23 Personnes
Les 23 personnes fait référence à un groupe d'adolescents iraniens qui ont été capturés par les forces du Baas lors de la guerre Iran-Irak en 1983. Ils étaient âgés de 13 à 17 ans à l'époque et étaient membres de la brigade Tharallah de Kerman,.

## L'événement
Les 23 adolescents ont été capturés lors de l'opération Beit ol-Moqaddas dans différentes zones du front. Le 24 mai 1982, avec la libération de Khorramshahr, Saddam Hussein a tenté de les utiliser à son profit,. Il a séparé les adolescents des autres captifs iraniens et les a amenés à son palais  où il aurait sympathisé avec eux, sa fille Hala Hussain leur donnant des fleurs. Hussein a déclaré qu'ils avaient été libérés avec l' approbation de la Croix-Rouge .La presse irakienne a produit des vidéos et des photographies des adolescents et les a publiées aux côtés d'une célèbre citation de Hussein, "کل اطفال العالم اطفالنا" (tous les enfants du monde sont à nous). Ils sont restés en captivité jusqu'au 26 août 1991 ,.

## Adaptations
L'événement a été adapté dans un livre et un film, et les adolescents sont apparus à la télévision.

### Livre
آن بیست و سه نفر (traduit en anglais sous le titre Those 23 People) a été publiée sur la base des mémoires d'Ahmad Yousefzadeh, l'un des captifs, par Soore Mehr Publication ,. Ali Khamenei, guide suprême de l'Iran, a exprimé sa reconnaissance à Yousefzadeh dans une lettre,.

### programme télé
Du 25 au 26 juin 2015, les 23 ont été invités en tant qu'invités au spectacle Mah-e Asal.

### Film
En 2019, un film, 23 People, basé sur le livre a été produit par Mehdi Jafari et parrainé par Owj Arts and Media Organisation à Téhéran. En octobre 2018, le général Qasem Soleimani a assisté à la sortie du film et a rencontré des membres de la distribution et de l'équipe sur place dans la capitale iranienne. Yusefzadeh et certains des autres adolescents captifs ont assisté au film avec le casting et l'équipe. Yusefzadeh a déclaré: «Nous avons été absolument ravis de ce film. . . . En regardant le film, nous ne savions pas s'il fallait pleurer ou être heureux, car tout était bien réel dans le film» ,.